# Rushmoor
Rushmoor este un district ne-metropolitan situat în Regatul Unit, în comitatul Hampshire din regiunea South East, Anglia.

## Orașe din cadrul districtului
- Aldershot
- Farnborough